# Pär Sahlin
Pär Sahlin, född 1970, är en svensk författare. Han debuterade som barnboksförfattare 2014 med romanen Solhjärtats hemlighet. 2020 utkom boken I väntan på mitt ovanliga liv som nominerades till Barnradions bokpris 2020. På Hegas förlag har han gett ut flera lättlästa böcker och han skriver även läromedel. 2016 tilldelades Pär Lärkanpriset för årets läromedelsförfattare i kategorin Mellanstadiet.

### Solhjärtats hemlighet-serien
- Solhjärtats hemlighet, 2014. Idus förlag, ISBN 9789175770734
- Saltregnen - Solhjärtats hemlighet del 2, 2015, Idus förlag, ISBN 9789175771571
- Silverdrottningen - Solhjärtats hemlighet del 3, 2015, Idus förlag,ISBN 9789175772936
- Skuggljusen - Solhjärtats hemlighet del 4, 2016, Idus förlag,ISBN 9789175774381

### Leo-serien
- Leo och Lögnerna, 2015, Hegas förlag,ISBN 9789175431758
- Leo och kärleken, 2016, Hegas förlag, ISBN 9789175433080

### Agaton-serien
- Agaton och Hjältarnas kamp, 2014, Natur & Kultur, ISBN  9789127439801
- Agaton och den eviga vintern, 2014, Natur & Kultur, ISBN 9789127439818
- Agaton och Kärlekskriget, 2015, Natur & Kultur, ISBN 9789127444324
- Agaton och Dimmiga ön, 2018, Natur & Kultur,ISBN 9789127454217
- Agatons äventyr - samlingsvolym, 2023, Natur & Kultur, ISBN 9789127466395

### Nadir-serien
- Nadir och ingen annan[7], 2017, Hegas förlag
- Nadir och alla andra, 2018, Hegas förlag, ISBN 9789175437361
- Nadir och det svåra valet, 2019, Hegas förlag, ISBN 9789175438276

### I väntan på-serien
- I väntan på mitt ovanliga liv, 2020, Ordalaget bokförlag, ISBN 9789174693058
- I ett annat universum än ditt, 2021, Ordalaget bokförlag, ISBN 9789174694307

### Sävaträskserien
- Ingen normal flyttar hit - Sävaträsk 1, 2020, Hegas förlag, ISBN 9789178818778
- En prick i registret - Sävaträsk 2, 2021, Hegas förlag, ISBN 9789180080613
- Samma skrot och korn - Sävaträsk 3, 2021,  Hegas förlag, ISBN 9789180082518
- Häng i rondellen - Sävaträsk 4, 2022, Hegas förlag, ISBN 9789180084321
- Ingen normal stannar kvar - Sävaträsk 5, 2022. Hegas förlag, ISBN 9789180085205

### Säva spinoff-serien
- Hundra procent rost - Säva spinoff 1, 2023, Hegas förlag, ISBN 9789130072620
- Hundra procent meka - Säva spinoff 2, 2023, Hegas förlag, ISBN 9789180088732
- Hundra procent ströga - Säva spinoff 3, 2023, Hegas förlag, ISBN 9789180088770

### Svartforsaserien
- Så jävla körd - Svartforsa 1, 2024, Hegas förlag, ISBN 9789180930840
- Så jävla splittrad - Svartforsa 2, 2024, Hegas förlag, ISBN 9789180931816